# Elías Vergara
Elías Vergara (* San Lorenzo, 7 de diciembre de 1993). es un futbolista ecuatoriano que juega de lateral izquierdo en el Valdez Sporting Club de Ecuador.

## Clubes
| Club                 | País    | Año       |
| -------------------- | ------- | --------- |
| Universidad Católica | Ecuador | 2010      |
| River Plate Ecuador  | Ecuador | 2011-2013 |
| Delfín SC            | Ecuador | 2013-2014 |
| Valdez SC            | Ecuador | 2015-     |

## Palmarés

### Campeonatos nacionales
| Título            | Club      | País    | Año  |
| ----------------- | --------- | ------- | ---- |
| Segunda Categoría | Delfín SC | Ecuador | 2013 |